# Coleophora fuscolineata
Coleophora fuscolineata é uma espécie de mariposa do gênero Coleophora pertencente à família Coleophoridae.